# 漆沢祐樹
漆沢 祐樹（うるしざわ ゆうき、1988年1月13日 - ）は、日本の実業家、投資家、教育者である。株式会社パーソナルナビ代表取締役社長を務める。
経歴18歳でNTTフレッツ光の営業代理店を個人事業主として始める。19歳の時に営業仲間と営業代行業を開業し、2008年に法人化する。
当時USENグループのUCOM光の営業でパートナーと共に代理店ナンバーワンを獲得。ビジネスチャンスという雑誌で渋谷のベンチャー起業家として取材を受ける。 同年1000人と100カ国で平和の歌を歌い、CD（曲名：ピース トゥ ピース）を発売し、その収益金を発展途上国に寄付するというピースソングプロジェクトの代表を務める。CDは2009年に渋谷タワーレコードにて発売。その作詞作曲も自身が制作（アーティスト名はパンダマン）。ピースソングプロジェクトはその後6回以上のレコーディングを全国で行い、東京都江東区の小学校全生徒や大分県にある立命館アジア太平洋大学の生徒も参加するなど大規模に行われた。レコーディングにはチュニジア大使館の大使や数カ国の大使館関係者も参加した。その後は東京ネットラジオでメインパーソナリティとして2つの番組を担当する（DJ.パンダマン）。
インドのウトランチェロに小学校を建設するボランティアプロジェクトに関わる。その他にもベトナムに直接教育資金を届けるボランティア活動を累計4回行う。
投資助言業や不動産会社の役員を務め、通信業の会社やR65というシニア向けの情報雑誌のメディア事業を新たに立ち上げ、それら事業を売却する。
2018年外務省や環境省なども参加する千葉テレビ「いまから始める SDGs（後半） 〜中小企業のための新たな取り組み〜」の出演。
SDGs活動として、フィリピン大統領ロドリゴ・ドゥテルテが来日した際、日本の芸術文化である浮世絵を寄贈しニュースになった。その後もネパール元首相にも浮世絵外交を行い、イギリス国立大学のMBA candidateとして学びを始める。
2021年 株式会社パーソナルナビHD（現 株式会社パーソナルナビ）を設立し、代表取締役に就任、オフィスを東京銀座に構える。8月一般労働者派遣と有料職業紹介の免許を取得し、人材派遣事業と人材紹介事業をスタートさせる。
2022年6月、スタンダード市場に上場している石垣食品株式会社の社外取締役に就任する。7月、幻冬舎出版から「キャリアリテラシー」という書籍を全国出版する。
2023年2月、株式会社パーソナルナビに社名変更する。
2024年4月、スタンダード市場に上場しているジェクシード株式会社の執行役員に就任する。
2024年7月、講談社の運営するマネー現代にコラムを掲載する
2024年8月、プレジデントオンラインにコラムを掲載する
2024年9月、小学館が運営する＠DIMEから取材を受ける

## 著書
- メッセージプロジェクト 編『100番目のメッセージ』（改）かんき出版、2011年2月3日。ISBN 4761267291。

- 漆沢祐樹; 海野翼『キャリアリテラシー 新時代を生き抜く88の教え』幻冬舎、2022年7月5日。ISBN 978-4-344-93852-6。

- 漆沢祐樹; 海野翼『図解でわかるキャリアデザイン　上: 稼ぐ人になるために実践する88のワークブック』ゴマブックス、2023年6月23日。ISBN 978-4814925599。

- 漆沢祐樹; 海野翼『図解でわかるキャリアデザイン　中: 稼ぐ人になるために実践する88のワークブック』ゴマブックス、2023年7月31日。ISBN 978-4814925605。

- 漆沢祐樹; 海野翼『図解でわかるキャリアデザイン　下: 稼ぐ人になるために実践する88のワークブック』ゴマブックス、2023年9月21日。ISBN 978-4814925612。